# Jimmy Clark
Jimmy Clark (James Clark) är en amerikansk trummis, som medverkat i otaliga hårdrock- och countryband. Han har spelat med bland annat Debbie Harry, The Godz, Joan Jett, Michael Monroe, Bryan Adams, Rainbow, Judas Priest, Paul Stanley och Beau Coup.

## Biografi

### 1980-1990
James ”Jimmy” Clark dök upp på Clevelands rockscen i början av 1980-talet som sessionstrummis för olika post-punk- och hårdrocksband. 1983 fick han sin första chans till berömmelse, då hårdrockgruppen The Godz förlorade sin trummis Sandy Gennaro och Clark fick stiga in i stället. Bandet bestod då av Eric Moore, Freddie Salem, Steve Schuffert och Clark. Men bandet lyckades inte slå igenom, trots att skivan I’ll Get You Rockin’ från 1985 sålde relativt bra i England. 
Under mitten av 80-talet arbetade han främst som sessionstrummis för större och mindre artister och blev med tiden allt mer uppskattad i musikerkretsarna. Mot slutet av decenniet var det många grupper som var intresserade av Clark och efter diverse turnéer (med bland annat Debbie Harry, Scandal, Joan Jett och Glen Burtnik från Styx) blev han tillfrågad att ersätta trumgurun Eric Singer i Beau Coup, men innan gruppen hann spela in en tredje skiva, upplöstes den. 
Clark fortsatte då till gitarristen Bobby Messanos (Starz, Tycoon, Joe Lynn Turner, Fiona, m.fl) soloprojekt Messano tillsammans med basisten Mike Seifritt och keyboardisterna Gary Corbett och Joey Zee. 1989 släppte de skivan Messano och började göra klubbspelningar i USA. 

### 1990-
1992 hade Clark etablerat sig i New York och slöt sig till Michael Monroes klubband, som varje vecka spelade konserter tillsammans med hårdrockens storheter, som Joey Ramone (vars band Ramones han också turnerade med) och Sebastian Bach. Med Jay Hening, Monroe och Sam Yaffa bildade han bandet Demolition 23, som 1994 spelade in en skiva med samma namn som bandet och gav sig ut på turné i USA, Japan och Europa. Samarbetet med Monroe fortsatte efter att Demolition 23 splittrades år 1995 och nästa år spelade Clark trummor på Monroes soloskiva Peace of Mind. 
Slutet av 90-talet gick igen till korta turnésessioner, studioproduktioner och han började ge trumlektioner. 1999 spelade han in en skiva Med Cletus Black och 2003 med Sodium. År 2002 slöt han sig till Blackhawks led, där han spelar ännu i dag. Han turnerar också med Ronnie Van Zant. I dag är han en uppskattad producent och auktoritet inom trumfältet.

## Clarks grupper
(som stadigvarande medlem)
- The Godz
- Beau Coup
- Messano
- Michael Monroe
- Demolition 23
- Blackhawk
- Shauna Burns

## Diskografi
I urval:
- Messano (Messano,1989)
- Demolition 23 (Demolition 23, 1994)
- Peace of Mind (Michael Monroe, 1996)
- Cletus Black (Cletus Black, 1999)
- Crazy (Sodium, 2003)
- Every Thought (Shauna Burns, 2005)
- Desert Tune (Shauna Burns, 2007)
- For the Sake of the Song (Blackhawk, under arbete)